# Nexta
Nexta — белорусское средство массовой информации, которое распространяется через Telegram-канал, YouTube-канал и другие соцсети и мессенджеры. Основатель — Степан Путило.
Telegram-канал «Nexta» является самым популярным в Беларуси. В мае 2022 года NEXTA Live стал крупнейшим белорусским YouTube-каналом по количеству просмотров. По состоянию на май 2025 имеет около 3 млн подписчиков на YouTube, около 1 млн — в Telegram и 1,2 млн — в X. Суммарный ежемесячный охват аудитории на всех платформах в марте 2025 года составлял 600 млн человек.

## Название
Название Nexta произносится как «не́хта». В названии использована игра слов: поколение next (с англ. — «следующий») и белорусское слово не́хта (с бел. — «некто»), что намекает на анонимность. Степан Путило пояснил в 2019 году, что название означает «таинственный образ, кто-то из белорусов, кто думает так же, как и я».

## История
В октябре 2015 года семнадцатилетний Степан Путило создал YouTube-канал Nexta. Изначально это был музыкальный проект, однако позже добавился «развлекательный и информационный контент». Первое видео на канале — песня «Выбора нет» была приурочена к очередным президентским выборам в Беларуси и призывала людей к их бойкоту ввиду возможных фальсификаций результатов. Спецслужбы почти сразу же заинтересовались личностью автора канала: приходили, в том числе, в школу, выясняли, кто он такой и откуда взялся. Наиболее популярная, продолжительная и узнаваемая рубрика — «Ну и новости» — обзор последних событий в Беларуси. Самое популярное авторское видео — «Их ждёт смертная казнь» (об очередном смертном приговоре в Беларуси) — собрало 5,3 млн просмотров.
В феврале 2018 года против Степана Путило попытались завести уголовное дело по статье 368 УК РБ «Оскорбление президента» за ролики на YouTube: неизвестную гражданку якобы возмутило, среди всего прочего, слово «Лукашерлок», которое фигурировало в названии одного из видео на YouTube, и она написала заявление в милицию с просьбой провести проверку. У блогера, который во время обыска находился уже в Польше, изъяли старый ноутбук и видеокамеру. Результаты проведённой «проверки» стали известны лишь спустя 9 месяцев: в ноябре 2018 года милиция отказала в возбуждении уголовного дела и сообщила, что ограничений на пересечение государственной границы в отношении блогера нет. Несмотря на это, он не прекратил поездки в Беларусь, опасаясь преследования со стороны действующей власти.
С осени 2018 года Степан Путило стал активно вести канал в мессенджере Telegram. Ежедневно на канале появлялась эксклюзивная и оперативная информация от сотен людей из разных сфер деятельности и профессий. Часть информации публикуется в дополнительном канале Nexta Live, рассчитанном на менее важные новости. Аудитория Telegram-каналов расширялась в том числе благодаря инсайдам и «сливам» из МВД Беларуси. Бывший министр внутренних дел Игорь Шуневич перед своей отставкой заявил, что «раскрыл источники NEXTA», однако сам блогер это заявление опроверг.

### Конфликт с ГосСМИ
Осенью 2018 года канал Nexta на YouTube оказался под угрозой закрытия из-за многочисленных жалоб со стороны Белтелерадиокомпании на нарушение авторских прав. По словам автора, изначально его хотели заблокировать за товарный знак, но позднее государственные белорусские телеканалы «от имени фейковых лиц начали присылать жалобы за якобы незаконно использованный видеоконтент». После этого Степан Путило решил удалять логотипы государственных телеканалов из своих видео. Канал не заблокировали, однако позже неоднократно снимали монетизацию — возможность зарабатывать на автоматической рекламе в роликах.

### Второй скачок популярности
Аудитория Telegram-канала Nexta значительно выросла после того, как Степан Путило первым опубликовал новость про инспектора ГАИ, которого нашли застреленным под Могилёвом 16 мая 2019 года. Кроме «слитой» информации из правоохранительных органов, блогер опубликовал также запись внутренних переговоров милиционеров по рации и фото погибшего сотрудника. Буквально за неделю аудитория Telegram-канала увеличилась с 49 до более 86 тысяч подписчиков.
На Telegram-канале Nexta практически отсутствует какая-либо реклама. В июле 2019 года Nexta впервые опубликовал рекламный пост, однако уже через несколько минут удалил «по требованию заказчика». Автор считает, что белорусский офис рекламируемой букмекерской конторы снял рекламу под давлением спецслужб, задача которых — предотвратить любые попытки дальнейшего финансирования его проекта со стороны белорусских компаний.

### Суд с мэром Слонима
26 сентября 2019 года стало известно, что председатель Слонимского райисполкома Геннадий Хомич подал иск против владельца Telegram-канала Nexta. В документе чиновник просил опровергнуть сведения, которые были размещены 10 августа, а также выплатить ему моральную компенсацию в размере 50 000 белорусских рублей. Речь шла о посте, в котором Nexta утверждал, что жена председателя и сам председатель райисполкома были задержаны сотрудниками ГАИ за вождение автомобиля в состоянии алкогольного опьянения. Ответчиками по делу выступили и другие интернет-ресурсы, которые опубликовали эту информацию. Блогер утверждает, что у него есть документы о том, «кто, где и когда Хомича задерживал и освидетельствовал. И даже сколько промилле алкоголя у него нашли. Оригиналы хоть и изъяты, но снимки-то остались. Не публикуются они лишь потому, что источники надо беречь». 12 ноября, после нескольких заседаний, Минский районный суд огласил решение по делу: иск удовлетворить, взыскать с ответчика компенсацию морального вреда в размере 3 тыс. рублей, а также компенсировать судебные расходы и затраты истца на юридическую помощь. Опровержение должно быть размещено в Telegram-канале Nexta. Блогер заявил, что решение суда исполнять не будет, поставив под сомнение независимость белорусских судов и заявив, что инициатором иска является не Хомич, а Совет безопасности Республики Беларусь.

### «Лукашенко. Уголовные материалы»
Вечером 25 октября 2019 года на YouTube-канале Nexta появился документальный фильм «Лукашенко. Уголовные материалы». Спустя сутки он вышел на первое место в трендах белорусского YouTube. За первые два дня видео набрало почти 700 000 просмотров, а за месяц — около 1 800 000 просмотров. По словам автора, фильм ориентирован на разные поколения. Он служит пособием как для молодёжи, которая хочет знать больше, так и для старшего поколения, которое начинает терять надежду.
В начале ноября 2019 года республиканская экспертная комиссия признала фильм экстремистским.

### Встреча подписчиков в Минске
Вечером 8 ноября 2019 года в Минске прошла анонсированная Nexta «сходка» подписчиков под названием «#чтодальше» — она стала реакцией на многочисленные призывы в интернете обсудить фильм «Лукашенко. Уголовные материалы» не только в интернете, но и офлайн. Мероприятие было организовано в формате «свободного микрофона» — высказывались все желающие. По словам Nexta, акции предшествовали провокации и задержания, а на самом мероприятии милиционеры в штатском разбили звуковую колонку. По различным данным, мероприятие посетило от 200 до 2000 человек.

### Задержание Владимира Чуденцова
21 ноября 2019 года в пункте пропуска «Тересполь» был задержан белорусский журналист Владимир Чуденцов. Во время таможенного контроля у него нашли пакетик с наркотиками, после чего предъявили обвинение по двум статьям Уголовного кодекса. По словам задержанного, наркотики ему подбросили. Степана Путило связал задержание Чуденцова с помощью ему в работе над каналами и запустил в интернете информационную кампанию «#FreeChudentsov». По словам Степана Путило, подбрасывание наркотиков стало местью власти за фильм «Лукашенко. Уголовные материалы». Через день после задержания Nexta сменил аватар Telegram-канала на фото Владимира Чуденцова. 10 января 2020 года Следственный комитет Беларуси сообщил, что проводит доследственную проверку в отношении Владимира Чуденцова ещё по одному делу — за насильственные действия сексуального характера в отношении заведомо несовершеннолетнего. Основанием для возбуждения уголовного дела стала статья на сайте газеты «Наша Ніва» с анонимными обвинениями в адрес Владимира Чуденцова. Степан Путило, в свою очередь, высмеял эти обвинения в своём ролике на YouTube.
24 октября 2024 Владимир Чуденцов вышел на свободу.

### Роль в протестах в Беларуси
Во время протестов в Беларуси в 2020 году в связи с фальсификациями выборов президента на канале публиковались планы на протест — в котором часу и где собираться на митинг, шла постоянная координация действий митингующих, сообщалось о передвижениях ОМОНа, велось информирование о возможных жестоких задержаниях во время акций протеста. Канал призывал к всеобщей забастовке с 12 часов дня 11 августа 2020 года: «Собирайтесь с вашими коллегами и объявляйте забастовку, пока мы не добьёмся свободных выборов и освобождения политзаключённых».
Степана Путило объявили в розыск в рамках уголовного дела об организации массовых беспорядков. Ему вменяют совершение преступления, предусмотренного ч. 1,3 ст. 293 Уголовного кодекса Беларуси (организация массовых беспорядков, обучение или подготовка лиц для участия в них). Статья предусматривает до 15 лет лишения свободы.
С 9 по 16 августа 2020 года Телеграм-канал Nexta Live увеличил свою аудиторию с 427 тыс. человек до 2 млн 165 тыс. человек, тем самым став одним из самых популярных телеграмм-каналов в мире.
Как заявил Роман Протасевич, «за неудачной попыткой революции в Беларуси стояли оппозиционные журналисты и блогеры, а не политики». По его словам, позже NEXTA превратился из оппозиционного медиаресурса в политический проект с антигосударственной направленностью и финансированием в том числе со стороны Польши. «Изначально это всё вообще получилось — я рассказывал уже эту историю неоднократно — просто с песенки. Это был кавер на группу „Сплин“, кажется. И как раз тогда эта группа школьников-подростков — она и называлась NEXTA. И оттуда всё это и пошло. Позже уже это переросло в серьёзный YouTube-проект, и позже это переросло и в Telegram-проект, как раз тогда, когда Telegram только-только обретал популярность, но уже, в принципе, о нём все знали».

### Признание Nexta экстремистским каналом
20 октября 2020 по решению суда Центрального района канал Nexta-Live (t.me/nexta_live) и логотип (цифровой водяной знак) Nexta были признаны экстремистскими материалами. После решения белорусского суда о признании его экстремистским канал сменил название на «НЕХТА Live».
В октябре 2020 Беларусь выдвинула требование к польской стороны выдать в кратчайшие сроки основателю телеграмм-канала Nexta Степана Путила и бывшему главному редактору Романа Протасевича.
В том же октябре 2020 года, белорусский КГБ внес основателя проекта Nexta Степана Путила и бывшего главного редактора телеграмм-каналов Романа Протасевича в перечень физических лиц, причастных к терроризму.
В начале февраля 2021 года начальник международно-правового отдела Следственного комитета Беларуси Михаил Вавуло сообщил, что СК через генерального прокурора направил в Польшу документы на экстрадицию Степана Путило и главного редактора канала Nexta Романа Протасевича.

### «Лукашенко. Золотое дно»
8 марта 2021 года на YouTube-канале Nexta появился документальный фильм «Лукашенко. Золотое дно» об имуществе и личной жизни президента Беларуси. За первые три дня видео набрало 4 млн просмотров. Авторы канала «Нехта» утверждают, что Александр Лукашенко пользуется 18 роскошными резиденциями в Беларуси, у него есть собственный самолёт, представительские автомобили и несколько дорогих часов. Через три недели авторы планировали опубликовать продолжение фильма.
Юрий Воскресенский назвал этот фильм «Золотым дном» самого Степана Путило, прославляющего Лукашенко.
Видеоролик внесён в республиканский список экстремистских материалов по решению суда Центрального района Минска от 10 июня 2021 года.

### Арест Романа Протасевича
23 мая 2021 года борт FR4978 ирландской авиакомпании Ryanair, на котором летел бывший главный редактор Nexta Роман Протасевич из Афин в Вильнюс, получил сообщение о минировании и приземлился в национальном аэропорту Минск. Первоначально государственное агентство БелТА сообщило, что инициатива досрочного приземления исходила от пилотов, однако впоследствии представитель Ryanair сообщил, что курс самолёта был изменён по указанию белорусского центра по управлению воздушным движением. От белорусских диспетчеров, по утверждению авиакомпании, поступила информация об угрозе взрыва самолёта.
Сообщалось, что команду принять самолёт в Минске дал лично Александр Лукашенко, по указанию которого самолёт в Минск сопровождал белорусский истребитель МиГ-29.
После посадки Роман Протасевич был задержан опергруппой КГБ Беларуси.

### Признание экстремистским формированием и террористической организацией
В конце октября 2021 года белорусское МВД объявило экстремистским формированием «группу граждан, „осуществляющих экстремистскую деятельность“ через оппозиционные телеграм-каналы Nexta, Nexta Live и Luxta». В министерстве отметили, что в отношении создателей, руководителей и подписчиков экстремистских формирований предусмотрена уголовная ответственность.
8 апреля 2022 года Верховный суд Беларуси признал телеграм-каналы Nexta, Nexta Live и Luxta «террористической организацией» и запретил их деятельность на территории страны. Это было сделано по заявлению Генеральной прокуратуры.

### Суд
3 мая 2023 года Минский областной суд вынес приговор руководителям Nexta: 8 лет колонии Роману Протасевичу, 20 лет колонии (заочно) Степану Путило, 19 лет колонии (заочно) Яну Рудику. 22 мая 2023 года было объявлено, что Протасевич помилован.

## Команда
В мае 2019 года Степан Путило работал один. Все сотрудники канала Nexta — уроженцы Беларуси, проживают в Польше. Состав редакции часто менялся.
Среди бывших членов редколлегии:
- Роман Протасевич — бывший главный редактор Nexta, 25 лет, бывший журналист Еврорадио, уехал в Польшу в конце ноября 2019 года, опасаясь ареста. В январе 2020 года подал прошение на предоставление политического убежища в Польше[71][72]. Покинул проект 28 сентября 2020 года[73][74].
- Ян Рудик — старый друг Путило. Ранее работал на «Белсате», психолог. Специализировался на разоблачении информации, которую участники издания считают фейковой[75].
- Екатерина Ерусалимская — имеет высшее образование по журналистике, 10 лет назад приехала учиться в Польшу по стипендиальной программе имени Кастуся Калиновского, учится в университете спорта. Покинула проект 28 сентября 2020 года[76].

С 2022 года телеведущий Дмитрий Танкович является ведущим сатирического проекта «А я вам сейчас покажу» на ютуб-канале Nexta Live.

## Награды
- 2019: Национальная премия за защиту прав человека имени Виктора Ивашкевича[78]
- 2020: Премия имени Сахарова за свободу мысли Европейского парламента (Степан Путило — один из награждённых представителей демократической оппозиции в Беларуси)[79]
- 2020: Специальный приз премии «Профессия — журналист» фонда «Открытая Россия»[80]
- 2020: Среди топ-5 номинантов польской премии Grand Press[81]
- 2021: Премия «Global Belarusian Solidarity Award» Центра белорусской солидарности в номинации «Вам телеграмма»[82]

## Фильмография
- 2019: Лукашенко. Уголовные материалы на YouTube
- 2020: Лукашенко. Над пропастью во лжи на YouTube
- 2021: Лукашенко. Золотое дно на YouTube
- 2021: Золотое дно 2: В тени диктатора на YouTube
- 2022: Лукашенко кинул Путина / Фильм о предательстве на YouTube
- 2022: Золотое дно 3. Позорный финал Лукашенко на YouTube
- 2022: Польша. Солидарность в крови на YouTube
- 2023: Путин. По пути Гитлера на YouTube
- 2023: Чехия нас удивила / А что, так можно было? на YouTube
- 2023: Фанат Соловьёва попал в Европу и был в шоке / ПростоКваша на YouTube
- 2024: Лукашенко. 30 лет на грани / 1 серия на YouTube
- 2024: Лукашенко. 30 лет на грани / 2 серия на YouTube
- 2024: Лукашенко. 30 лет на грани / 3 серия на YouTube
- 2024: Граница Беларуси и Польши исчезнет / Временная линия на YouTube